# Condado de Sibley
O Condado de Sibley é um dos 87 condados do estado americano de Minnesota. A sede do condado é Gaylord, e sua maior cidade é Gaylord. O condado possui uma área de 1 555 km² (dos quais 30 km² estão cobertos por água), uma população de 15 356 habitantes, e uma densidade populacional de 10 hab/km² (segundo o censo nacional de 2000). O condado foi fundado em 1853.